# Environment and Behavior
Environment and Behavior es una revista académica bimensual revisada por pares que cubre los campos de la psicología ambiental y los estudios ambientales . La editora en jefe es Sonya Sachdeva ( USDA Forest Service ). Se fundó en 1969 y lo publica SAGE Publications . La revista examina las relaciones entre el comportamiento humano y el entorno natural y construido.

## Indexación
La revista está indexada en Scopus, PsycINFO y Social Sciences Citation Index (Web of Science). Según el Journal Citation Reports, su factor de impacto en 2019 es 5,141. 